# Leland (Illinois)
Leland – wieś w Stanach Zjednoczonych, w stanie Illinois, w hrabstwie LaSalle.
Nazwa wsi pochodzi od Johna Lelanda Adamsa, naczelnika biura poczty, funkcjonującej tu od 1857.